# Shadrak, Meshak och Aved-Nego

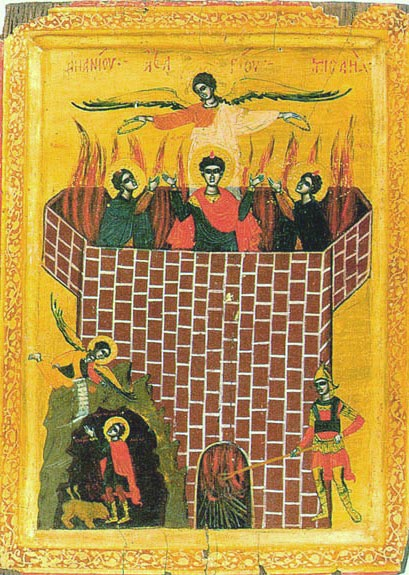
Vännerna i ugnen

Shadrak, Meshak och Aved-Nego, även Sadrak, Mesak och Abed-Nego, var tre gudfruktiga män som enligt Daniels bok kap. 3 i Gamla Testamentet kastas bundna i en brinnande ugn på kung Nebukadnessar II:s befallning, då de vägrat att tillbe en guldstaty av denne.
Den brinnande ugnen var en typ av smältugn med öppning upptill, där männen kunde kastas ner, och en öppning nertill på sidan som kungen kunde se igenom. Till sin förvåning såg Nebukadnessar fyra män som gick omkring inne i ugnen: Sadrak, Mesak, Abed-Nego och en fjärde som "liknar ett gudaväsen". Han förstod då att de tre hade bevarats från lågorna av sin Gud.
Shadrak, Meshak och Aved-Nego bar tidigare namnen Hananja, Mishael och Asarja, men fick nya namn då de tillsammans med Daniel (Belteshassar) skulle lära sig kaldeiska inför tjänstgöring hos kung Nebukadnessar II (Dan 1:3–7).